# Karl Lentzner
Karl Lentzner (* 25. Mai 1842 in Frankfurt am Main; † 13. Mai 1905 in Berlin) war ein deutscher Anglist, Romanist, Hispanist, Germanist und Erzieher.

## Leben und Werk
Karl August Lentzner verbrachte sieben Jahre in Argentinien und Uruguay und war in den 1870er Jahren als Lehrer in Australien an der Sydney Grammar and Kings School. Er war Lektor in Oxford, promovierte in Leipzig mit der Arbeit Über das Sonett und seine Gestaltung in der englischen Dichtung bis Milton (1886), war an der Universität Königsberg und lehrte von 1902 bis zu seinem Tod als Professor für Englisch am Orientalischen Seminar der Universität Berlin. Viele seiner Publikationen sind als Bearbeitungen, Übersetzungen und Herausgaben anderer Autoren zu verstehen, z. B. sein Buch Colonial English, das ihm den Vorwurf des Plagiats einbrachte.

## Weitere Werke

### Anglistik
- Zur Shakespeare-Bacon-Theorie, Halle 1890 (48 Seiten)
- Das Kreuz bei den Angelsachsen. Gemeinverständliche Aufzeichnungen, Leipzig 1890 (28 Seiten)
- (Übersetzer) Ophelia und Porzia. Zwei Shakespeare'sche Frauen-Charactere, nach Briefen von Helena Faucit [1817–1898] Martin ins Deutsche übertragen, Leipzig 1890
- The Classics. Als Beitrag zur Frage des lateinischen und griechischen Unterrichts herausgegeben,  Halle 1890
- Wörterbuch der Englischen Volkssprache Australiens  und einiger englischen Mischsprachen : nebst einem  Anhang, London und Halle a.S./Leipzig 1891 (ursprünglich u.d.T. Colonial English: A Glossary of Australian, Anglo-Indian, Pidgin English, West Indian, and South African Words,  London 1891, ab 1892 u.d.T. Dictionary of the Slang-English of Australia  and of some mixed languages : with an appendix)
- The mutual relations of literature and life, a lecture, Oxford 1895
- Zur Frage des englischen Aufsatzes. Eine Gedankenlese, in: Bayerische Zeitschrift für Realschulwesen 20, 1900 (39 Seiten)
- Essentials of literature and art, London 1903
- Das Englische als Sprache des Weltverkehrs, Berlin 1905 (24 Seiten)

### Romanistik
- De Fivas' companion or, One hundred errors corrected in De Fivas' Grammar of grammars, Berlin 1880 [Alain Auguste Victor de Fivas, Autor einer erfolgreichen englischen Übersetzung und Bearbeitung der Grammaire des grammaires von Girault-Duvivier]
- Tesoro de voces y provincialismos hispano-americanos. T.I: Parte primera : La región del Rio de La Plata, Halle/Leipzig 1892 [Einleitung von Lentzner, ferner: G. Maspero, Sobre algunas particularidades fonéticas del español hablado por los campesinos de Buenos-Ayres y de Montevideo (trabajo publicado en "Mémoires de la Société de linguistique de Paris"[2, 1875, S. 51–65 u.d.T. Sur quelques singularités phonétiques de l'espagnol parlé dans la campagne de Buenos-Ayres et de Montevideo] traducido directamente del francés. Enmendado y seguido de apuntaciones críticas) und Daniel Granada, Vocabulario rioplatense razonado, A-C. (Reprinted from the 2d edition of this work, Montevideo, 1890)]
- Bemerkungen über die spanische Sprache in Guatemala, Halle/Leipzig 1892, englisch: Observations on the Spanish Language in Guatemala, Halle 1893, spanisch: Observaciones sobre el español de Guatemala, in: Biblioteca de Dialectología Hispanoamericana 4, 1938, S. 227–34

### Germanistik
- Chamisso. A sketch of his life and work with specimens of his poetry and an edition of the original text of "Salas y Gomez", London 1893
- Der Berlinische Dialekt untersucht nach Aufzeichnungen „richtiger Berliner“, London 1893 (15 Seiten)
- (Hrsg.) Hermann B. Rumpelt, Die deutschen Zahlwörter historisch dargestellt, Berlin 1893, Whitefish, Montana 2010
- A Short Scandanavian Grammar. Oldnordisk formlære i grundrids being outlines of Old Iclandic accidence in modern Danish, Oxford 1895
- A Short History of the Danish Language adapted to the use of English students from an article by Ludwig Frands Adalbert Wimmer [1839–1920], Oxford 1897
- German Essays for English thinkers, London 1896, 1899, 1900 [1. Originality in Literature. A translation of Wilhelm Emanuel Backhaus [1828–1896], Litterarisches Schaffen, 1900; 2. Heinrich Steinhausen, Our art exhibitions from 'Herzenserleichterungen', 1896;  3. Of Christian Religious Art. An inquiry, 1899]
- The Teaching of Literature as Literature. Illustrated by the Treatment of German Classics in German Schools, Aberystwyth 1897 (72 Seiten)

### Weitere Publikationen
- Educational Essays, Rugby 1881 (spätere Auflage u.d.T. Three Essays [Andrea Angiulli’s [1837–1890] efforts for educational reform. The value of modern psychology in relation to the science of education. The higher education], Halle 1890)
- On the Study of European Languages, London 1892